# آلون فوئره
آلوِن فوئره (انگلیسی: Olwen Fouéré؛ زادهٔ ۲ مارس ۱۹۵۴) بازیگر، نویسنده و  کارگردان فیلم اهل جمهوری ایرلند است.
از فیلم‌ها یا برنامه‌های تلویزیونی که وی در آن نقش داشته‌است، می‌توان به نفرین شده، اینجا باید همان‌جا باشد، مندی، مصمم به بقا، تب دریا، جانوران شگفت‌انگیز: جنایات گریندل‌والد، حیوانات، منطقه ۴۱۴ و مرد شمالی اشاره کرد.